# Mark Bowden
Pour les articles homonymes, voir Bowden.
Mark Bowden est un journaliste américain. Il a longtemps travaillé au Philadelphia Inquirer. Il est l'auteur de livres à succès, dont le plus célèbre est La Chute du faucon noir, publié en 1999, et adapté au cinéma par Ridley Scott.
- Bringing the Heat, 1994  (ISBN 0-679-42841-0)
- Black Hawk Down: A Story of Modern War, 1999  (ISBN 0-87113-738-0)
- Doctor Dealer: The Rise and Fall of an All-American Boy and His Multimillion-Dollar Cocaine Empire, 2000  (ISBN 0-8021-3757-1)
- Killing Pablo: The Hunt for the World's Greatest Outlaw, 2001  (ISBN 0-87113-783-6)
- Our Finest Day : D-Day, June 6, 1944, 2002  (ISBN 0-8118-3050-0)
- Finders Keepers: The Story of a Man Who Found $1 Million, 2002  (ISBN 0-87113-859-X)
- Executive Secrets: Covert Action and the Presidency by William J. Daugherty (Foreword by Bowden), 2004  (ISBN 0-8131-2334-8)
- Thunder Run: The Armored Strike to Capture Baghdad (by David Zucchino), 2005  (ISBN 0-87113-911-1)
- Road Work : Among Tyrants, Heroes, Rogues, and Beasts, 2006  (ISBN 0-87113-876-X)
- Guests of the Ayatollah: The First Battle in America's War with Militant Islam, 2006  (ISBN 0-87113-925-1)
- The Best Game Ever: Giants vs. Colts, 1958, and the Birth of the Modern NFL, 2008  (ISBN 0-87113-988-X)